# Романенко, Александр Сергеевич
Александр Сергеевич Романенко (1912—1943) — участник Великой Отечественной войны, штурман 91-го истребительного авиационного полка 256-й истребительной авиационной дивизии 5-го истребительного авиационного корпуса 2-й воздушной армии Воронежского фронта, майор. Герой Советского Союза.

## Биография
Родился 4 сентября 1912 года в станице Миллерово области Войска Донского, ныне город Миллерово Ростовской области, в семье рабочего. Украинец. Окончив 9 классов, работал токарем.
В Красной Армии с 1933 года. В 1935 году окончил Ворошиловградскую военную авиационную школу лётчиков. После чего проходил службу в частях Киевского и Западного особых военных округов. Член ВКП(б)/КПСС с 1939 года.
Участник Великой Отечественной войны с июня 1941 года. Воевал в составе 32-го истребительного авиационного полка Северо-Западного фронта. Летом 1942 года Александр Романенко был представлен к званию Героя Советского Союза, а 3 сентября 1942 года в районе Ржева он был сбит и попал в плен, из которого бежал. Попал к калининским партизанам. Вместе с ними воевал. Партизаны помогли Романенко перейти линию фронта. По не подтвержденному никакими документами мнению по итогам проверки в управлении контрразведки «Смерш», был лишён звания Героя (о лишении Романенко звания Героя после возвращения из плена в частности указывает литератор Н. Г. Бодрихин).[уточнить]
Штурман истребительного авиационного полка майор Александр Романенко к августу 1943 года совершил 193 боевых вылета, сбил лично 18 самолётов противника и 5 — в группе. Всего за время участия в боевых действиях выполнил около 250 боевых вылетов, в воздушных боях сбил 21 самолёт лично и 5 в группе.
С августа 1943 года командовал 91-м иап. Погиб 6 ноября 1943 года в воздушном бою у села Липовый Скиток Васильковского района Киевской области, сбитый огнём своих зениток. Там и похоронен.

## Награды
- Указом Президиума Верховного Совета СССР от 28 сентября 1943 года за образцовое выполнение боевых заданий командования на фронте борьбы с немецко-фашистским захватчиками и проявленные при этом мужество и героизм майору Романенко Александру Сергеевичу присвоено звание Героя Советского Союза с вручением ордена Ленина и медали «Золотая Звезда».
- Награждён тремя орденами Красного Знамени (декабрь 1941, март 1942, июль 1942) и медалями.

## Память
- На родине имя Героя носят улица, а также парк культуры и отдыха.
- На здании, где раньше была школа, в которой он учился, установлена мемориальная доска. Недалеко от места гибели в пгт Калиновка Киевская область Васильковский р н названа улица в честь О. Романенко и экспозиция в музее второй мировой войны в поселке собраны фрагменты самолёта на котором погиб летчик.